# Bitwa pod Rossoszem
Bitwa pod Rossoszem – jedna z bitew powstania styczniowego stoczona 17 listopada 1863 roku w okolicy miejscowości Rossosz.

## Przygotowania
16 listopada 1863 roku oddziały podpułkownika Krysińskiego i piechota litewska majora Bogusława Ejtminowicza, liczące razem 400 strzelców, 200 kosynierów i 100 jazdy, stanęły w Dubicy. Odebrawszy wiadomość, że Rosjanie wyszli z Białej do Łomaz, wyruszył Krysiński do Rossoszy i zajął pozycję w mieście z pierwszym batalionem pod dowództwem majora Ludwika Bardet. W lesie natomiast zasadził się II batalion pod dowództwem Ejtminowicza z zadaniem ataku tyłu nieprzyjaciela, tak przygotowani oczekiwali na przybycie Rosjan.

## Przebieg potyczki
Około godziny 8 rano 17 listopada ukazał się pod Rossoszem szwadron ułanów rosyjskich, jako awangarda, ale ostrzeżony rżeniem koni, uciekł natychmiast. Wtedy Krysiński wysłał pluton jazdy pod dowództwem Cetnarskiego celem zwabienia Rosjan do miasta, widok powstańców również odstraszył nieprzyjaciela.
Widząc, że Rosjanie  nie chcą przyjąć boju, Krysiński pozorował odwrót, cofnął się z lasu do miasta i zostawiwszy 1. kompanię zakrytą w tyralierach z obu stron mostu oraz obsadziwszy pierwsze domy Rossoszy, ściągnął wszystkie siły na rynek.
Tymczasem Rosjanie, odebrawszy posiłki z Białej ruszyli w sile trzech rot piechoty, szwadronu ułanów i sotni kozaków na miasto.
Przed nacierającym skrzydłem kapitana Leszczyńskiego moskale cofnęli się, ale rota strzelców, która zajęła pierwsze domy w mieście, nie mogła już uciec, mając na lewym skrzydle powstańczym odcięty odwrót. Tym manewrem zniesiono całą rotę broniącą się w domach: 16 moskali wzięto do niewoli, 65 zginęło w boju w szopach i stodołach. Zabrano moskalom 30 karabinów i wiele amunicji, mundury i ekwipunek.
Straty po stronie polskiej wynosiły tylko 13 zabitych i 14 rannych, między nimi zginął kapitan Tarasiewicz.
W potyczce odznaczyli się porucznik Cetnarski, który ze swoim plutonem jazdy szarżował na ułanów moskiewskich i zmusił do ucieczki, kapitanowie Tarasiewicz i Leszczyński, podoficerowie Przemysław Sienkiewicz i Dominik Zumbrzycki.
Polegli Polacy są pochowani na cmentarzu nad rzeką Muławą w Rossoszu.